# Rimóc
Rimóc es un pueblo ubicado en el condado de Nógrád, Hungría.

## Superficie
Posee una superficie de 29,25 kilómetros cuadrados.

## Demografía
Hasta 2021 la población era de 1681 habitantes, con una densidad de población de 57,47 habitantes por kilómetro cuadrado.